# Totentanz (zespół muzyczny)
Totentanz – polski zespół rockowy utworzony wiosną 2005 roku w Tarnowie przez basistę Erika Bobellę, perkusistę Dariusza Pawłowskiego oraz gitarzystę Dariusza Durała.

## Historia
Grupa, pierwotnie bez nazwy, powstała w 2005 roku, założona przez Erika Bobellę, muzyka amerykańskiego pochodzenia, od 1992 roku mieszkającego w Polsce, w latach 2005–2007 muzyk zespołu KSU. Skład, instrumentalnego wtedy zespołu, dopełnili perkusista Dariusz Pawłowski i gitarzysta Dariusz Durał. W czerwcu 2005 roku wokalistą oraz gitarzystą zostaje Rafał Huszno, były muzyk Ottwieler, natomiast we wrześniu Durał zostaje zastąpiony przez Adriana Bogacza.
Wiosną 2006 roku zespół, już pod nazwą Totentanz, zaczerpniętą z utworu „Taniec śmierci” Ferenca Liszta, przy pomocy Jarosława Kidawy nagrał album demo Nieból. W tym samym roku nowym perkusistą zostaje Sebastian Mnich, także były muzyk KSU. Dzięki podpisaniu kontraktu z Mystic Production we wrześniu 2007 roku ukazuje się debiutancki album Nieból zbierając zarówno pochlebne recenzje, jak i zarzuty o schematyczność. We wrześniu 2008 wydany został drugi album studyjny, Zimny dom. Dnia 5 czerwca 2009 na tarnowskim Rynku miał miejsce koncert Totentanz wraz z Tarnowską Orkiestrą Kameralną. Koncert został zarejestrowany, a 5 grudnia 2009 ukazał się album Live zawierający dwie płyty: DVD oraz CD-Audio z zapisem koncertu. Prapremiera DVD miała miejsce 3 grudnia 2009 w piwnicach Tarnowskiego Centrum Kultury.
23 września 2010 na antenie radia RDN Małopolska odbyła się premiera nowego utworu zespołu, Ostatni raz, który nie znalazł się jednak na płycie Inni wydanej 11 kwietnia 2011.
16 lutego 2011 z zespołu odszedł gitarzysta Adrian Bogacz. Jego miejsce zajął Piotr Sokołowski związany z zespołem Jacka Dewódzkiego Revolucja, który z kolei został zastąpiony przez Damiana Gwizda.
1 marca w Dębicy odbył się I Zlot Fanów zespołu Totentanz. Głównym punktem Zlotu był koncert zespołu promujący nową płytę pt. Człowiek, która na rynku pojawiła się 12 kwietnia 2014 r. Zespół po raz pierwszy zagrał z nowym basistą – Maciejem Boryczko, który zastąpił jednego z założycieli grupy, Erika Bobellę.

## Dyskografia
- Nieból (2007)
- Nieból (singel) (2008)
- Zimny dom (2008)
- Live (2009)
- Inni (2011)[5]
- Człowiek (2014)

## Nagrody i wyróżnienia
- 2008 – Debiut roku 2007 według polskiej edycji czasopisma Metal Hammer
- 2008 – pierwsze miejsce w plebiscycie Płyta Rocku 2007 Antyradia za album Nieból
- 2009 – nominacja do nagrody i drugie miejsce w plebiscycie Płyta Rocku 2008 Antyradia za album Zimny dom
- 2009 – nominacja do Fryderyka w kategorii album roku metal za album Zimny dom
- 2009 – nagroda Miasta Tarnowa Nadzieja Roku